# 東149街車站
東149街車站（英語：East 149th Street station）是美國紐約地鐵IRT佩勒姆線的一個慢車地鐵站，位於布朗克斯東149街、展望大道及南方林蔭路交界，設有6號線（任何時候停站）列車服務。

## 車站結構
| Ground | 街道層   | 出入口                                                       |
| 月台層 | 側式月台 | 側式月台                                                     |
| 月台層 | 南行慢車 | ← 往布魯克林大橋-市政府 (東143街-聖瑪麗街)                   |
| 月台層 | 尖峰快車 | ← 不停靠 →                                                   |
| 月台層 | 北行慢車 | → 往佩勒姆灣公園 (黃昏繁忙時段往帕克徹斯特) (朗格伍德大道) → |
| 月台層 | 側式月台 |                                                              |

此地下車站於1919年1月7日啟用，設有兩個側式月台和三條軌道。中央快車軌道於平日尖峰時段由<6>號線列車服務。
兩個月台於1960年代在兩端分別延長，以容納IRT標準列車長度（510英呎）。月台的延長導致車站有少許偏差。此站不設任何跨線橋或下通道。

## 外部連結
- nycsubway.org—IRT Pelham Line: East 149th Street
- Station Reporter — 6 Train
- The Subway Nut — East 149th Street Pictures （页面存档备份，存于）
- East 149th Street entrance from Google Maps Street View （页面存档备份，存于）
- Platforms from Google Maps Street View